# Janet Ely
Janet Ely, später Janet Thorburn und Janet Lagourgue (* 12. September 1953 in Albuquerque, New Mexico), ist eine ehemalige Turmspringerin aus den Vereinigten Staaten. Sie gewann den Titel bei den Weltmeisterschaften 1975 in Cali.

## Karriere
Janet Ely studierte an der University of Michigan und trainierte bei Dick Kimball. Nach ihrer Graduierung sprang sie für den Verein von Nationaltrainer Bryan Robbins. 1972 und 1975 siegte sie bei den Meisterschaften der Amateur Athletic Union vom Zehn-Meter-Turm.
Bei den Olympischen Spielen 1972 in München fand zunächst der Wettbewerb vom Drei-Meter-Brett statt. Es siegte Micki King aus den Vereinigten Staaten vor der Schwedin Ulrika Knape und Marina Janicke aus der DDR. Mit zehn Punkten Rückstand auf Janicke wurde Janet Ely Vierte. Beim Wettbewerb vom 10-Meter-Turm gewann einige Tage später Ulrika Knape vor Milena Duchková aus der Tschechoslowakei und Marina Janicke. Mit acht Punkten Rückstand auf Janicke und sechs Punkten Vorsprung auf die Fünfte, Micki King, belegte Janet Ely erneut den vierten Platz.
1975 siegte Janet Ely bei den Weltmeisterschaften in Cali vom 10-Meter-Turm mit 15,90 Punkten Vorsprung vor Irina Kalinina aus der Sowjetunion, die ihrerseits 0,09 Punkte Vorsprung vor Ulrika Knape hatte. Drei Monate später bei den Panamerikanischen Spielen in Mexiko-Stadt gewann die Kanadierin Janet Nutter vor Janet Ely. Auch bei den Olympischen Spielen 1976 in Montreal trat Ely nur vom 10-Meter-Turm an. Als Neunte der Qualifikation verpasste sie das Finale der besten acht Springerinnen. Ihre beiden Teamkolleginnen Deborah Wilson und Melissa Briley belegten im Finale den dritten, beziehungsweise vierten Platz.
1979 nahm sie unter dem Namen Janet Thorburn an den Panamerikanischen Spielen in San Juan teil und erhielt die Silbermedaille hinter ihrer Landsfrau Barbara Weinstein. Auch vom Dreimeterbrett gingen Gold und Silber an Springerinnen aus den Vereinigten Staaten, hier siegte Denise Christensen vor Janet Thorburn.
Nach ihrer aktiven Laufbahn arbeitete sie als Trainerin in Kalifornien.